# Paul McCandless

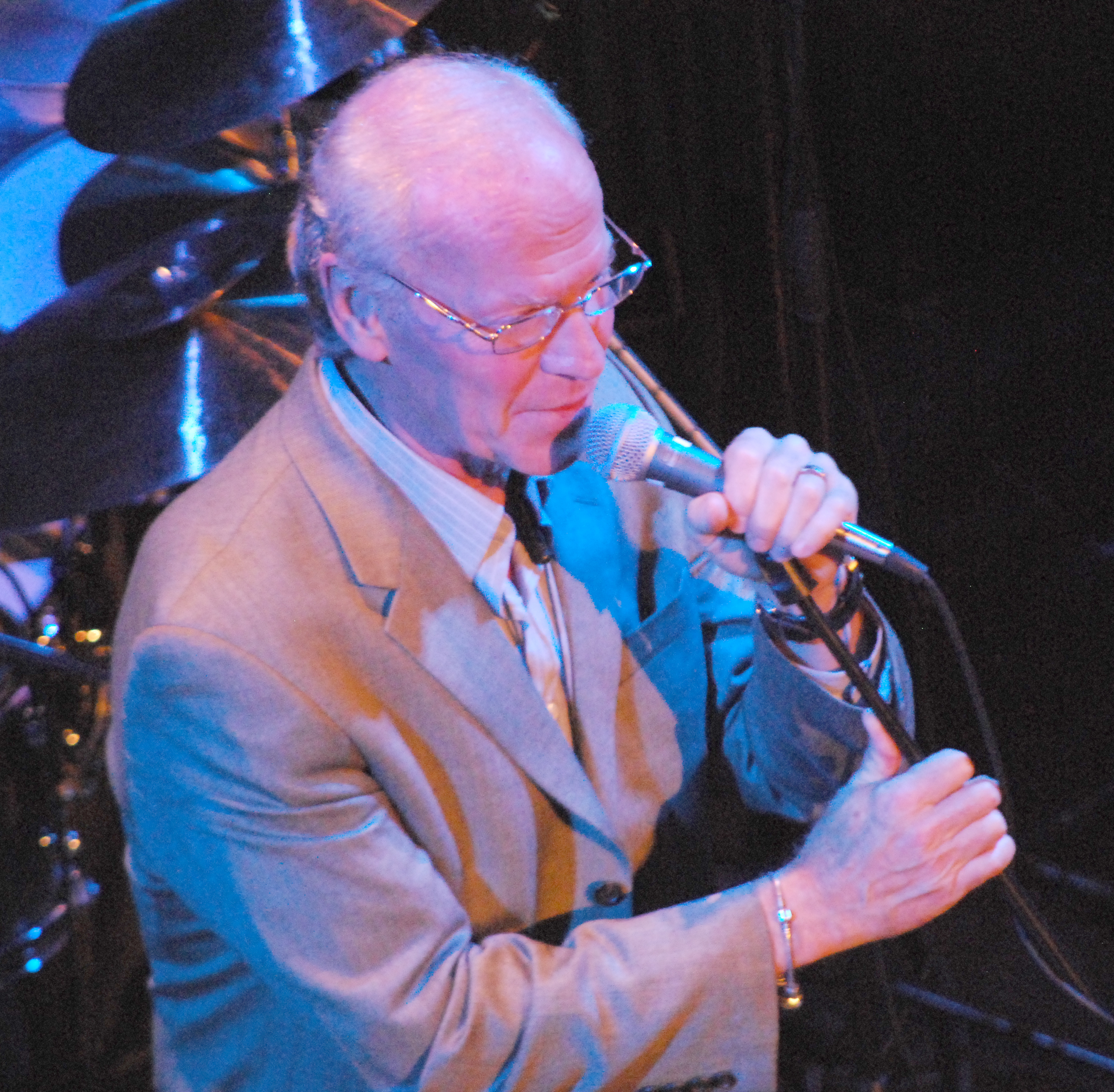
Paul McCandless bei einem Auftritt mit Oregon, 2010

Paul McCandless (* 24. März 1947 in Indiana, Pennsylvania) ist ein US-amerikanischer Musiker des World Jazz. Seine Hauptinstrumente sind Oboe, Englischhorn, Saxophon, Klarinetten; daneben spielt er weitere Instrumente. „Mit seinem fließenden Kompositionsstil, seinem kontrollierten, unterkühlten Ton vor allem auf seinem Hauptinstrument, der Oboe, aber auch mit Zusatzinstrumenten von der Holzflöte bis zum Sequencer“ prägt er den unverwechselbaren Sound der Gruppe Oregon.

## Leben und Wirken
McCandless stammt aus einer Musiker-Familie; die Mutter war Pianistin. Sein Vater und sein Großvater spielten ebenfalls Oboe und Klarinette; er lernte bei seinen Eltern zunächst Klarinette und Klavier, später Oboe, Flöte sowie Saxophon. Daneben machte er erste Erfahrungen in einer Schüler-Dixielandband. Ab 1963 studierte er an der Duquesne University und spielte aushilfsweise beim Pittsburgh Symphony Orchestra, aber auch in Jazzclubs. 1967 begann er, sich auf die Oboe zu konzentrieren und wechselte an die Manhattan School of Music; sein Lehrer wurde der Oboist Robert Bloom, der ihn später Paul Winter empfahl. McCandless konnte sich als Mitglied des Paul Winter Consort (1968–1972) einen Namen machen. Anschließend gründete er zusammen mit Collin Walcott, Ralph Towner und dem Bassisten Glen Moore die Gruppe Oregon, die bis heute besteht.
Jenseits seiner Tätigkeit bei Oregon verfolgt McCandless eigene Projekte, etwa ein eigenes Trio mit dem Pianisten Art Lande und Dave Samuels (All The Mornings Bring, 1979, und Skylight, 1981) und spielt mit diversen andere Musikern zusammen, beispielsweise mit Eberhard Weber, Michael Di Pasqua oder David Darling. 1985 tourte er im Trio mit Barre Phillips und Theo Jörgensmann in Europa. Bei einem Doppelkonzert von Oregon improvisierte McCandless beim zweiten Gig mit Andreas Vollenweider. Als Begleitmusiker arbeitete er u. a. mit Billy Hart, John Scofield, Nguyên Lê, Jerry Goodman, Zbigniew Seifert, Eddie Gomez, Béla Fleck, Bob Moses und Pierluigi Balducci.
Mit einem Bläseroktett realisierte er eigene Third-Stream-Kompositionen. Für seine Arbeit als Komponist und Arrangeur auf dem Album Oregon In Moscow
(2000) wurde McCandless 2002 in zwei Kategorien für Grammys nominiert.